# Zerewitinow-Reaktion
Unter der Zerewitinow-Reaktion bzw. Zerewitinoff-Reaktion versteht man die Bestimmung aktiver Wasserstoffatome in einer chemischen Verbindung.
Dazu wird ein Methylmagnesiumhalogenid, also ein Grignard-Reagenz, mit der zu untersuchenden Verbindung umgesetzt. Es reagiert mit acidem Wasserstoff zu einem Magnesiumsalz und Methan. Das entstehende Methan-Menge wird gasvolumetrisch bestimmt. Verbindungen mit acidem bzw. aktivem H-Atom können beispielsweise Wasser, Alkohole, Amine oder Alkine sein.
Beispiele:
- allgemeine Reaktion von Methylmagnesiumbromid mit Wasser:

{\displaystyle \mathrm {CH_{3}{\text{-}}MgBr+H_{2}O\longrightarrow CH_{4}+Mg(OH)Br} }
- allgemeine Umsetzung von Methylmagnesiumbromid mit einem Alkohol:

{\displaystyle \mathrm {CH_{3}{\text{-}}MgBr+ROH\longrightarrow CH_{4}+Mg(OR)Br} }
- Umsetzung von Methylmagnesiumiodid mit Propin, dessen Wasserstoffatom am sp-Kohlenstoffatom acide ist:

Benannt ist die Reaktion nach dem russischen Chemiker Fjodor Wassiljewitsch Zerewitinow (1874–1947).